# Юзеф Бачевський

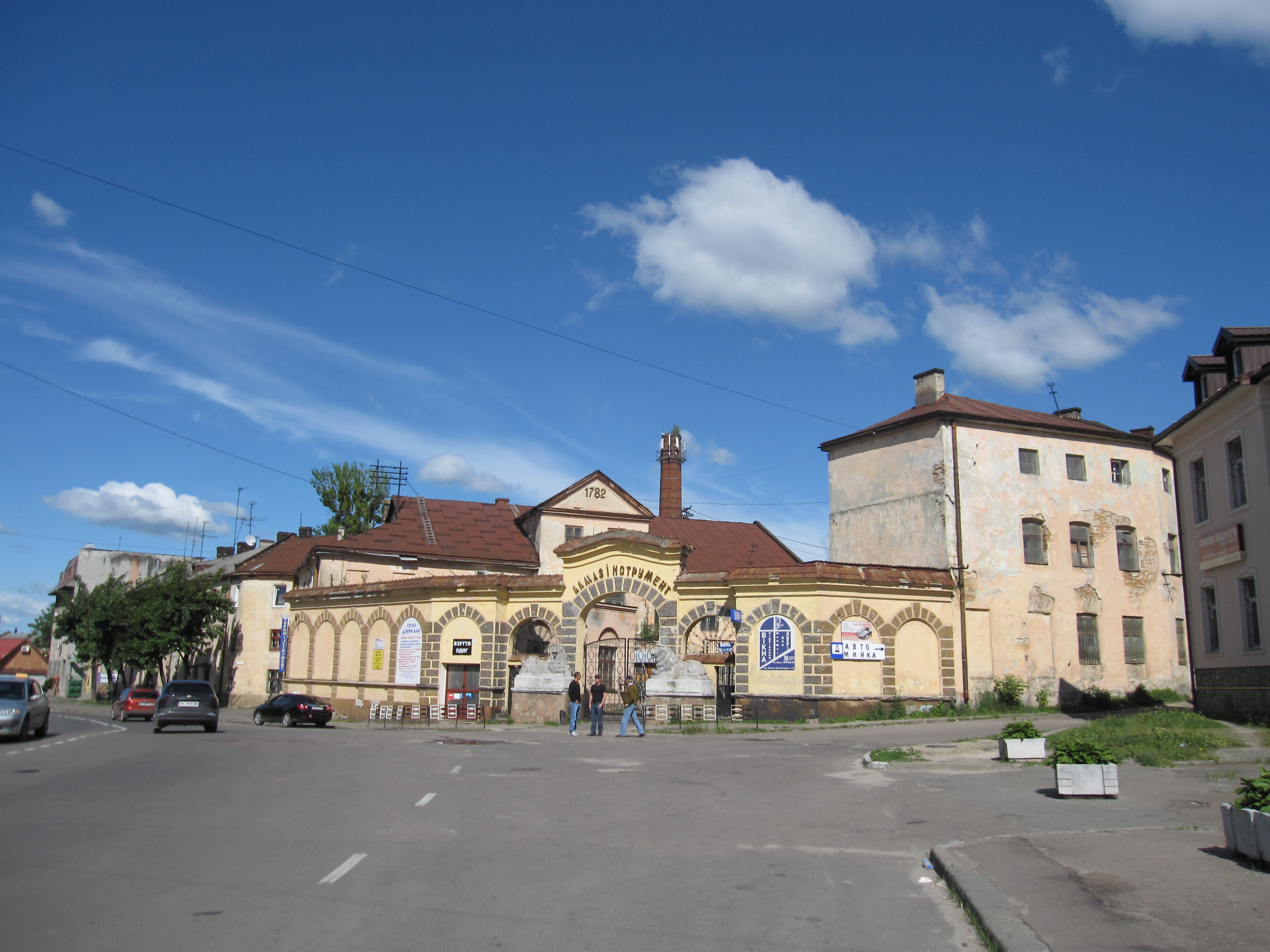
Колишня фабрика J. A. Baczewski у Львові (Жовківське передмістя)

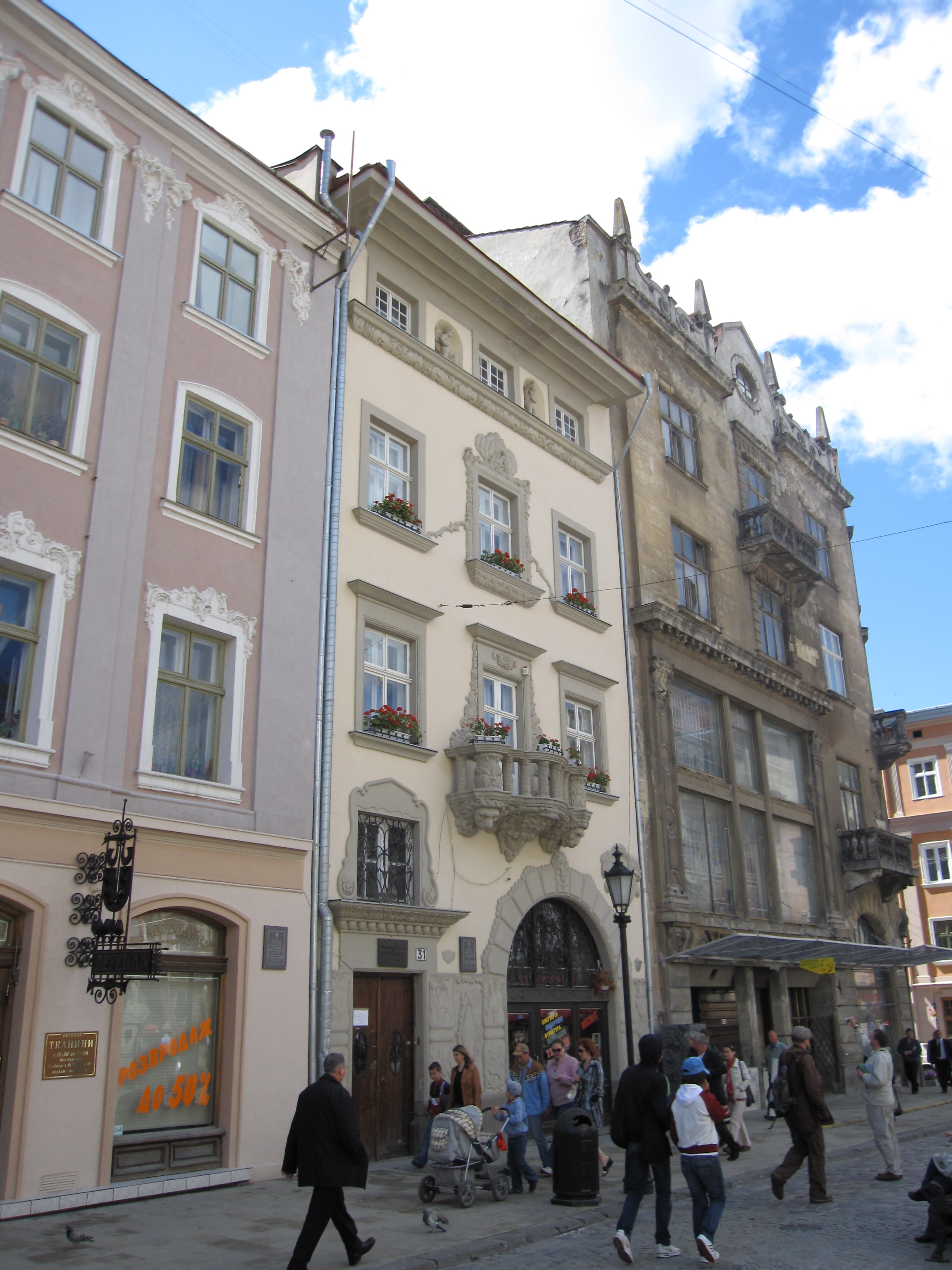
Будинок на площі Ринок, 30 у Львові належав родині Бачевських. На першому поверсі містилася фірмова крамниця компанії. Реновація Броніслава Віктора (1923), скульптурне оздоблення Зигмунда Курчинського

Йосип Адам Бачевський (пол. Józef Adam Baczewski; 1829 — травень 1911, Львів) — львівський підприємець єврейського походження, спадкоємець та власник відомої лікеро-горілчаної фірми, громадський діяч, філантроп.

## Біографія
Походив із єврейського роду Бачелесів, котрий у XVIII столітті мешкав у селі Вибранівка. Дід Юзефа — Ляйб Бачелес у 1782 році заснував тут горілчану фабрику, котра була перенесена його сином Леопольдом на передмістя Львова — Знесіння. Ліквідація австрійською владою обмежень на підприємницьку діяльність для євреїв, котра існувала у польські часи, дала можливість Леопольду значно розширити свою справу. Син Леопольда — Юзеф, стає у власником родинного бізнесу у 1856 році.
Народився у Львові у 1829 році. Закінчив львівську гімназію та політехніку; займав ряд чиновницьких посад. Фахівець з технології виробництва алкоголю, Юзеф Адам закупив нові технологічні лінії у Франції та Нідерландах і побудував нову фабрику. Він почав експорт львівського алкоголю до Франції, Британії, Італії та Німеччини.
Був одним із перших підприємців Центральної Європи, який провадив масштабну маркетингову політику. Щоби його горілки та лікери відрізнялися від інших марок, доступних європейцям, він наказав весь експортний алкоголь продавати в кришталевих карафах замість пляшок. З часом всі пляшки фірми були замінені на карафи.
1894 року, під час Галицького Крайового Ярмарку у Львові збудований у вигляді карафи павільйон фабрики J. A. Baczewski був визначений як найцікавіша експозиція і виявився найчастіше відвідуваним.

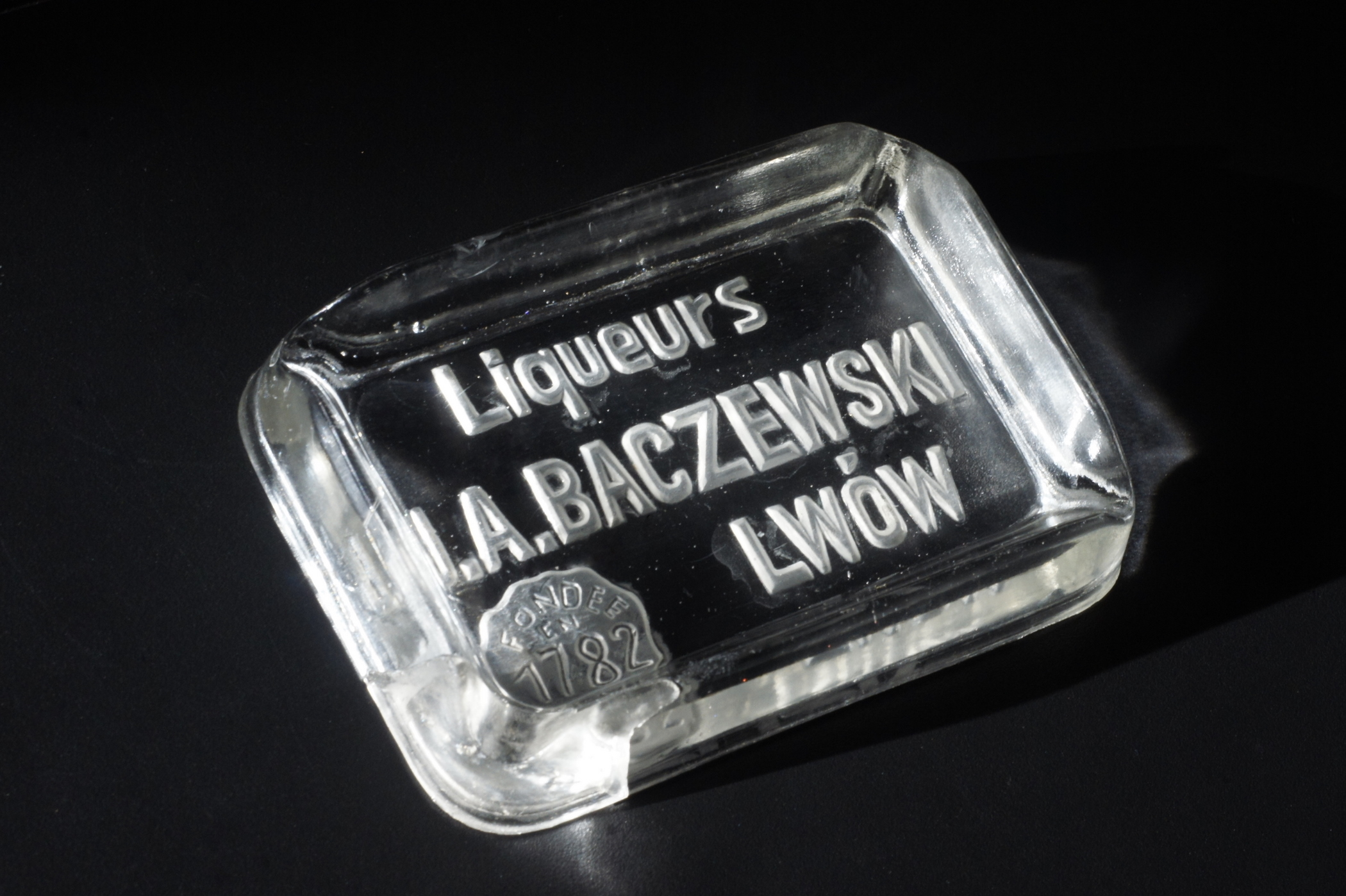
Попільничка з рекламою фірми Бачевських (міжвоєнний період)

Маркетингова стратегія Я. А. Бачевського також обіймала рекламу в пресі, у вигляді листівок та афіш.
Продукція фірми отримала золоту медаль на крайовій виставці промислової та сільськогосподарської продукції в Бучачі 3—17 вересня 1905 року.
Частину свого прибутку витрачав на філантропію. Член міської ради Львова від 1871 року.
Був фундатором одного з найбільших мавзолеїв на Личаківському цвинтарі у Львові, збудованого архітектором Яном Шульцем (1883) і призначеного для останнього притулку родини Бачевських.

## Фірма Бачевських

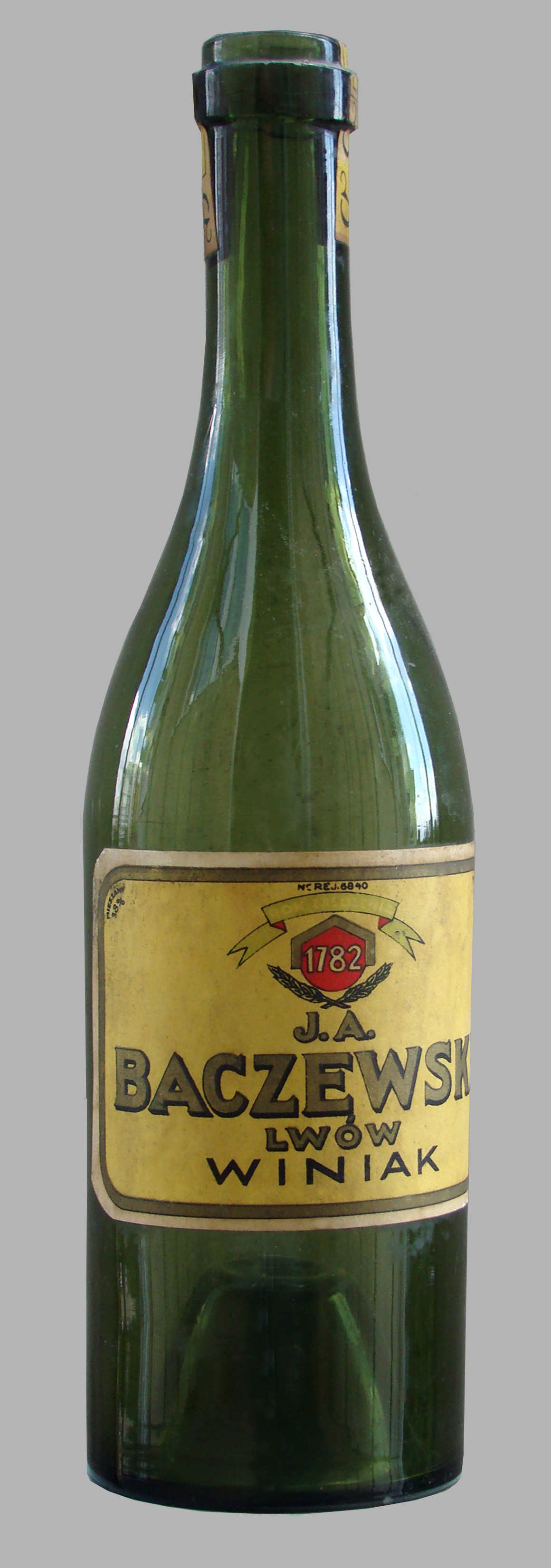
Оригінальний виньяк Бачевського, 1939

Про засновника фірми — Ляйба Бачелеса збереглось досить мало даних. Висловлювались припущення, що він походив із роду корчмарів, котрі жили на Жидачівщині, та вже мали певний досвід торгівлі алкогольними продуктами. Нові можливості відкрилися після того, як у 1772 році Галичина із складу слабо розвиненої Речі Посполитої перейшла до складу імперії Габсбургів. 1782 року, у 35 років, Ляйб засновує у Вибранівці горілчану фабрику, котра на той момент, однак, була відносно не великою. У Польській культурології її часто вважають найдавнішою лікеро-горілчаною фабрикою на теренах колишньої Речі Посполитої..
1810 року гуральню успадкував син її засновника — Леопольд Максиміліан Бачелес, який перемістив виробництво на передмістя Львова — Знесіння, та став використовувати прізвище Бачевський. Невдовзі передмістя поглинуло місто, і фабрика на тодішній вулиці Жовківській, 100 (нині — вул. Б. Хмельницького, 116), почала швидко розбудовуватися.
Фірма Бачевських ввела на своїй фабриці подвійний процес ректифікації спирту лише через два роки після відкриття ірландцем Енеасом Коффі його відомої ректифікаційної колони. Лікери та горілки, виготовлені за цією технологією були набагато ніжніші та прозоріші, ніж більшість інших марок, що дало велику популярність компанії не лише у Львові, але і в інших частинах Австрійської імперії. Як наслідок, компанія отримала від цісарського двору право на престижну марку «Імперський Орел». Згодом Двір також надав компанії право титулуватися як K.u.K. Hoflieferant, тобто «Постачальник Цісарського та Королівського Двору».
У 1875 році фірму успадкував онук засновника Юзеф Адам Бачевський.

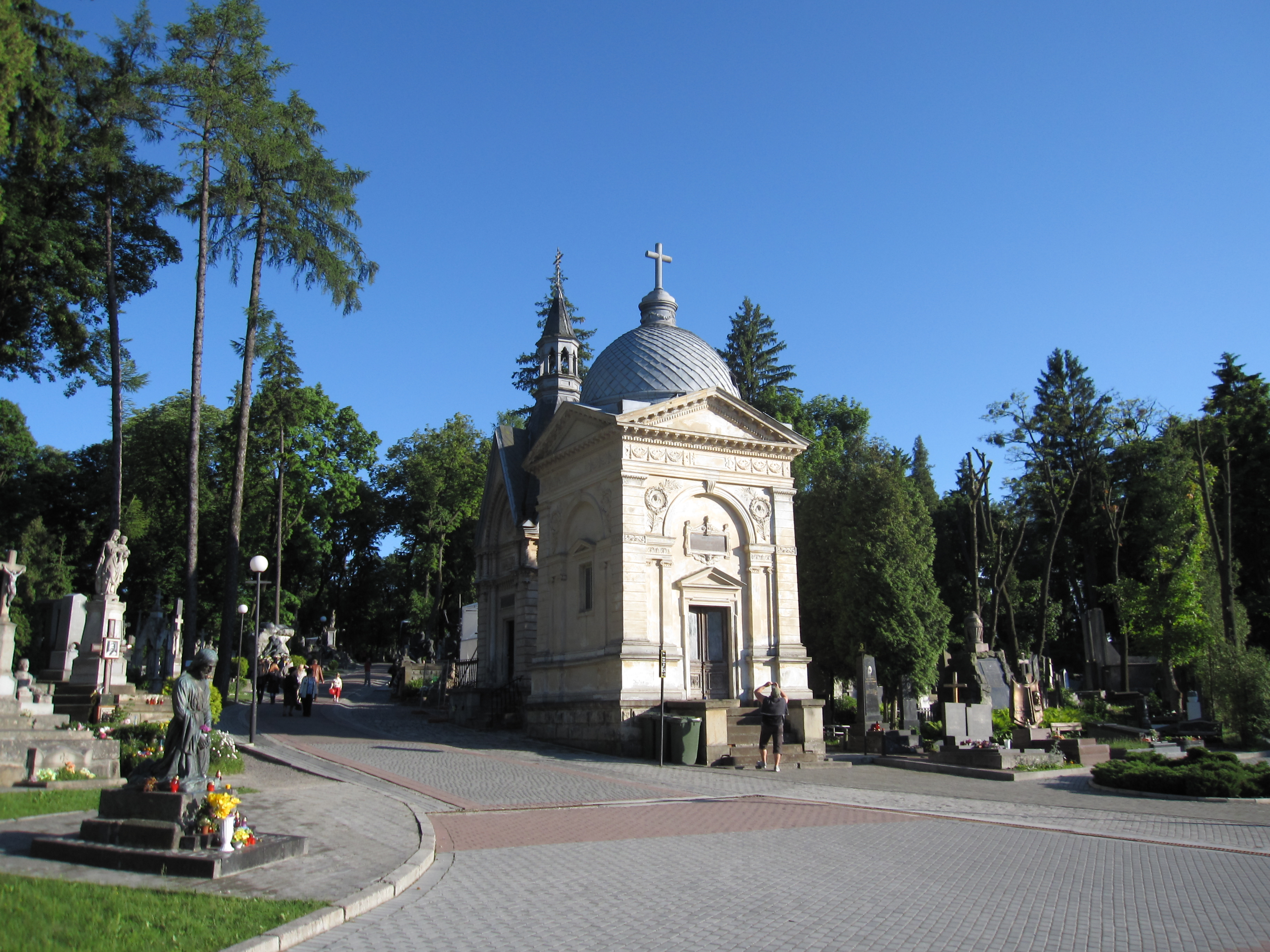
Мавзолей Бачевських на полі 3 Личаківського цвинтаря

Після смерті Юзефа Адама (1911) фірму успадкували два його сини — Леопольд і Генрик. Один був випускником хімічного факультету Віденського університету та узяв на себе виробництво, а другий — адвокатом, продовжував батькову активну маркетингову стратегію.
На момент проголошення II Речі Посполитої компанія мала дуже добре реноме, і брати вирішили й надалі презентувати фірму батьковим ім'ям замість того, щоби замінити його на імена спадкоємців. У період Інтербелуму компанією керував син Леопольда — Стефан Бачевський. Для збереження ціни та якості продукції він вирішив не збільшувати обсягів виробництва. А для просування її найдорожчих марок — підписав контракти з двома польськими трансатлантичними лайнерами — «Piłsudski» і «Polonia». Він був також першим виробником алкоголю, чию продукцію споживачам щодня доставляли літаками (у 1930-х роках лікери Бачевського літаки доправляли до Парижу, Відня та Праги). У цей час алкоголь фірми Бачевських належав до двох найпопулярніших експортних товарів Польщі. Його популярність була такою, що у тогочасній польській літературі бренд «Baczewski» використовували як синонім до слова «горілка».
Цікавим прикладом маркетингу Бачевських була наліпка на пляшках зі 40 % горілкою, де писалося, що «єдиною горілкою порівнянної якості є вироблена фірмою Pierre Smirnoff у Росії». Львівська фабрика Smirnoff пропонувала серії подібних лейблів.
Провідними продуктами фабрики Бачевських були «Monopolowa» і «Perła» (до речі, у сучасному Львові дуже популярною є місцева горілка «Перлова»).
Фірма Бачевських діяла у Львові до 1939, коли фабрика була піддана бомбардуванню авіацією Люфтваффе, а залишки вцілілого обладнання та запасів сировини і готової продукції розграбували більшовики (також львівські крадії). Після 1945 року нащадки Юзефа Адама Бачевського відновили діяльність фабрики у Відні, яка виробляє алкогольні напої під брендом J. A. Baczewski. 2011 року марка J. A. Baczewski повернулася на алкогольний ринок Польщі — зі спеціально для цієї оказії розробленими оригінальними (відмінними від тих, що йдуть на інші європейські ринки) пляшками у формі карафок та етикетками.